# Desetinné číslo
Desetinné číslo je způsob zápisu čísla pomocí celé části a desetinné části oddělené desetinnou čárkou (v anglosaském světě desetinnou tečkou – tento způsob zápisu je často používaný ve výpočetní technice, bez ohledu na jazyk), například 1,5 nebo 122,35.
Na prvním místě za desetinnou čárkou jsou desetiny, na druhém setiny, atd.
Pro zápis čísel s periodickým desetinným rozvojem se někdy používá symbol pruh nad číslicemi, které se opakují: 0,142857.
U čísel s neperiodickým rozvojem se naznačuje pokračování rozvoje pomocí tří teček: 3,141592…

## Historie
Mikuláš Koperník používal i zjednodušený oddělovač pro čísla reprezentující úhlové minuty a vteřiny. Bartholomäus Pitiscus údajně kolem roku 1600 použil desetinný oddělovač. Ve skutečnosti šlo o oddělovač řádů (u něj pěti). Podobně Christopher Clavius oddělil pouze jeden desetinný zlomek. John Napier v díle Rabdologiæ napsaném před rokem 1617 již používá desetinný oddělovač. Henry Briggs používá pro jednotlivá desetinná místa desetinné zlomky s lomítkem bez zápisu jmenovatele. Pak například Jan Caramuel z Lobkovic použil roku 1670 jako desetinný oddělovač znak pro rovnítko.